# Jan Jelínek (fotbalista)
Jan Jelínek (* 22. března 1982) je český fotbalový trenér a bývalý profesionální fotbalista. Bydlí v Luhačovicích.

## Hráčská kariéra
Začínal v TJ Sokol Újezdec-Těšov. Od roku 1996 byl hráčem FK Luhačovice, odkud v sezoně 1996/97 hostoval v ČSK Uherský Brod. K 1. lednu 2002 přestoupil z Luhačovic do FK Zlín.
V dresu Zlína nastoupil ve 22 prvoligových (20.03.2005–19.11.2006) a 73 druholigových utkáních (2002–2012). Ve druhé lize hrál také za FK AS Pardubice na podzim 2004 a SFC Opava od jara 2007 do konce ročníku 2008/09.
V nižších soutěžích hrál za zlínské B-mužstvo, SK Hanácká Slavia Kroměříž, FC Slušovice, TJ Přečkovice a FK Luhačovice, v němž je registrován od 27. července 2016.

### Evropské poháry
V ročníku 2005 nastoupil ke všem čtyřem zápasům Zlína v letním Poháru Intertoto.

### Ligová bilance
| Ročník                              | Zápasy | Góly | Minuty | Klub                |
| ----------------------------------- | ------ | ---- | ------ | ------------------- |
| II. liga 2001/02                    | 1      | 0    | –      | FK Zlín             |
| MSFL 2002/03                        | –      | 0    | –      | FC Tescoma Zlín „B“ |
| MSFL 2003/04                        | –      | 0    | –      | FC Tescoma Zlín „B“ |
| II. liga 2004/05                    | 9      | 0    | –      | FK AS Pardubice     |
| I. liga 2004/05                     | 7      | 0    | 514    | FC Tescoma Zlín     |
| MSFL 2004/05                        | –      | 1    | –      | FC Tescoma Zlín „B“ |
| I. liga 2005/06                     | 5      | 0    | 105    | FC Tescoma Zlín     |
| MSFL 2005/06                        | –      | 1    | –      | FC Tescoma Zlín „B“ |
| I. liga 2006/07                     | 10     | 0    | 645    | FC Tescoma Zlín     |
| II. liga 2006/07                    | 5      | 0    | 399    | SFC Opava           |
| II. liga 2007/08                    | 10     | 2    | 468    | SFC Opava           |
| II. liga 2008/09                    | 28     | 0    | 2 014  | SFC Opava           |
| II. liga 2009/10                    | 29     | 0    | –      | FC Tescoma Zlín     |
| II. liga 2010/11                    | 25     | 0    | –      | FC Tescoma Zlín     |
| II. liga 2011/12                    | 18     | 0    | –      | FC Tescoma Zlín     |
| CELKEM I. LIGA                      | 22     | 0    | 1 264  |                     |
| CELKEM II. LIGA                     | 125    | 2    | –      |                     |
| CELKEM III. LIGA – MSFL (2002–2006) | –      | 2    | –      |                     |

## Trenérská kariéra
Na začátku srpna 2013 se stal ve Zlíně asistentem trenéra Marka Kalivody. Na jaře 2015 a v sezoně 2015/16 vedl FK Luhačovice v Přeboru Zlínského kraje. Po trenérském návratu z Luhačovic byl hlavním trenérem B-mužstva Zlína v MSFL (2016/17) a asistentem trenéra Marka Kalivody u mužstva v Juniorské lize (2017/18 a 2018/19). Od sezony 2019/20 je hlavním trenérem B-mužstva FC Fastav Zlín v Moravskoslezské fotbalové lize.